# Ateliers cinématographiques Sirventès
 (juillet 2020).
Les Ateliers cinématographiques Sirventès (ACS), association de production audiovisuelle située en Midi-Pyrénées, sont créés en 1982 sous l'impulsion du Centre national du cinéma dans le cadre d'une politique de décentralisation. Les Ateliers, dirigés par Guy Cavagnac, existent de 1982 à 1989.

## Histoire
Dans les années 1980, la production cinématographique est principalement centrée à Paris : « On voit rarement la province dans notre cinéma et quand on la voit, c'est presque toujours parce qu'on est allé la chercher comme décor ». Des voix s'élèvent défendant l'existence d'un cinéma régional. Le 1er avril 1982, le ministre de la culture Jack Lang annonce une grande réforme du cinéma comprenant la création de centres régionaux de création cinématographique.
Cinq centres régionaux sont actifs dès 1983 :
- le  Centre  méditerranéen de création cinématographique (CMCC) à Vitrolles, animé par René Allio
- la Maison du Cinéma et de l'Audiovisuel à Grenoble, animée par Jean-Pierre Bailly
- l'Unité Cinéma de Normandie animée par Vincent Pinel à la Maison de la Culture du Havre
- les Ateliers cinématographiques Sirventès à Villemur-sur-Tarn, animés par Guy Cavagnac
- l'Atelier régional cinématographique Bretagne à Quimper, animé par Nicole Le Garrec et Félix Le Garrec.

Le nom Sirventès des Ateliers cinématographiques Sirventès est issu d'un genre poétique contestataire pratiqué par les troubadours.
Les A.C.S (Ateliers cinématographiques Sirventès), dirigés par Guy Cavagnac, s'installent à Villemur-sur-Tarn en décembre 1982, ils déménagent à Labège, en périphérie toulousaine, en mai 1986. L'objectif des A.C.S. est la production de films et la formation de techniciens.
En 1988 les A.C.S., association subventionnée, doivent devenir une société avec une logique commerciale : « A la fin du 9e plan quinquennal (contrat de plan État/région), les A.C.S. devront se dégager du processus de subventionnement. 1988 sera donc une année test ». C'est un échec et les A.C.S. sont liquidés au début de l'année 1989.
En 7 ans d'activité, les A.C.S. ont produit 71 films avec 41 réalisateurs.

## Caractéristiques des films produits
Les A.C.S. ont produit majoritairement des courts métrages : 65 courts métrages et 6 longs métrages.
Parmi les six longs métrages, il y a quatre fictions et deux documentaires. Dans les courts métrages, on dénombre 43 % de fiction, 37 % de documentaires, 20 % de films d'animation ou expérimentaux. Guy Cavagnac indique « préférer la création au reportage. Mais ce clivage ne veut en fait rien dire ; l'important reste et sera toujours la qualité, quel qu'en soit le domaine. »
Le support de tournage était la pellicule 35 mm ou 16 mm.
Plusieurs jeunes réalisateurs ont eu l'occasion de réaliser leur premier film grâce aux A.C.S. Au total, les A.C.S. ont produit 21 premiers films.
Parmi les 41 réalisateurs ayant travaillé avec les A.C.S., 9 sont des réalisatrices : Madeleine Beauséjour, Raymonde Carasco, François Ferraton, Claude Le Gallou, Viviane Nortier, Patricia Papot, Annie Pavlowitch, Marie-Claude Treilhou, Patricia Valeix.

## Thématique régionale
Les A.C.S. ne se sont pas restreints à une production régionale : Rupture de Raymonde Carasco a été tourné à Paris, ils ont participé au film international de Peter Watkins Le Voyage. Néanmoins, dans une interview donnée au festival de Lussas, Guy Cavagnac dit « administrativement on dépend de Paris, mais de cœur on est tourné vers le sud ». Au travers de documentaires ou de fictions, plusieurs films produits par les A.C.S. abordent des thématiques régionales, parfois en occitan :
- Bufola (film en occitan) et L'Âne qui a bu la lune mettent en scène des contes occitans ;
- La Vota (film en occitan) présente une fête votive à Salles-Courbatiès ;
- Processions montre la tradition des processions liturgiques à Montarnal, Sainte-Eulalie-d'Olt et Estaing ;
- Tant que farem atal décrit un épisode de vie rurale en Ariège ;
- Caramentran es maï aqui montre la tradition du carnaval à Murs ;
- Le Rugby dans le cuir présente l'équipe de rugby de Graulhet ;
- Les Aventures de Langue-de-Peille raconte la naissance d'un personnage truculent dans le Languedoc ;
- Une histoire qui court les rues suit comme fil directeur les noms de rue de Toulouse.

## Filmographie

### Production

#### Longs métrages
- 1984 : Le Rugby dans le cuir de Jean-Pascal Fontorbes
- 1985 : Le Voyage de Peter Watkins
- 1986 : 831, Voyage incertain de Jean-Louis Lignerat
- 1987 : L'Âne qui a bu la lune de Marie-Claude Treilhou
- 1988 : Rupture de Raymonde Carasco
- 1988 : La Campagne de Cicéron de Jacques Davila

#### Courts métrages

##### 1983
- Abbal de Daniel Viguier (documentaire sur le sculpteur André Abbal)
- Appelez-la madame d'Annie Pavlowitch
- Armangard de Jocelyne Boumeester
- Bufola de Francis Fourcou
- Le Ciel saisi d'Henri Herré
- Le Coiffeur de la place de René Monnier
- Trompe l’œil de François Soulié
- Une histoire qui court les rues de Viviane Nortier
- Visage de Benoît Arène
- La Vota de Guy Cavagnac

##### 1984
- Les Carnets du Major Tom de Jean-Marie Bertineau et Frédéric Clémençon
- Derrière la fenêtre de Jean-Jacques Saint-Marc
- Feu rouge de Benoit Ufferte
- Lumière noire de François Soulié
- On avait réalisé ce rêve de nous faire notre maison de Patricia Papot
- Le port de la lune de Jean-Marie Bertineau et Frédéric Clémençon
- Tant que farem atal de Roger Souza
- Tombeau de Puech d'Alain Ricard

##### 1985
- Cinq ou sirène de Benoit Arène
- La Harka de José Jornet et Alain de Bock
- Le Murmure des crassiers de Gérard Raynal
- Processions, collectif
- Que regarde Jaurès ? de Gérard Raynal
- Ressac de Patrice Rolet
- Spectac' gratuit de Benoit Arène
- Zone interdite de Jean Périssé

##### 1986
- Alain Lasserre taxidermiste de Jacques Mitsch
- Au bord du Lot d'Annie Pavlowitch et José Alcala
- Le Baiser de Frédéric Clémençon
- Caramentran es maï aqui de Michel Marre
- Car crash de Benoit Arène
- Hors de Daniel Viguier
- J'ai commencé sans table ni chaise
- Madame Rini de Jacques Mitsch
- Miaou de Jacques Mitsch
- Les Petits Poucets (série de Jean-Marie Bertineau et Frédéric Clémençon)
- La Princesse Yennega de Claude Le Gallou
- Soulages été 86 de Michel Dieuzaide

##### 1987
- Les Aventures de Langue-de-Peille de Jean Fléchet et Claude Alranq
- Chassé croisé d'Yves Bernard
- L'Inouï serait l'arrêt de Françoise Ferraton
- Tropique nord de François Soulié
- Via Ventimiglia de José Alcala
- La Visite au musée de Jacques Mitsch

##### 1988
- Bastides de Francis Fourcou
- Jour de chasse de Jacques Mitsch
- Les Mains au dos de Patricia Valeix
- Muscade de Max Berto
- La Source city de Madeleine Beauséjour

### Distribution
- L'Orsalhèr de Jean Fléchet